# 니올 토이빈
니올 토이빈(Niall Tóibín, 1929년 11월 21일 ~ 2019년 11월 13일)은 아일랜드의 배우이다.
코크에서 태어났으며 더블린에서 사망하였다.

## 영화
- 낚시터의 두 노인 (2007년)
- 베로니카 게린 (2003년)
- 마우스 파파 (2000년)
- 더 네퓨 (1998년)
- 프랭키 스타라이트 (1995년) - 핸디 페이지 역
- 파 앤드 어웨이 (1992년)
- 로헤드 렉스 (1986년)
- 라이언의 딸 (1970년)
- 건스 인 더 헤더 (1969년)
- 예이츠 컨츄리 (1965년)
- 디즈니랜드 (1954년)